# Radu Stanian
Radu Stanian (n. 1840, Ploiești, Țara Românească – d. 6 septembrie 1897, Ploiești, România) a fost un reputat avocat ploieștean, om politic liberal de nuanță radicală, participant la toate marile evenimente ale vremii lui, printre care luptele electorale din 1869 și mișcarea antidinastică din 1870. A fost deputat și senator, adesea în opoziție, și în mai multe rânduri primar al orașului Ploiești, de numele lui legându-se multe realizări edilitare.